# Сака Хафонг
Сака Хафонг, Тлангмой,  Моудок-Муал( бенг. সাকা হাফং  </link> , бірм. ဆကးအဖောင် တောင်  </link> ) — вершина в Південно-Східній та Південній Азії. Гора розташована на кордоні між Бангладеш і М'янмою, між штатом Танчі в Бангладеш і штатом Чин в М'янмі. Сака Хафонг вважається найвищою вершиною Бангладеш . Сака Хафонг входить до  Читтагонгських гір,  які утворюють південне передгір'я Гімалаїв.
Гора розташована близько 300 метрів на захід від кордону з М'янмою. Схили гори простягаються до району Міндат у штаті Чін у М'янмі. Це єдина гора в Бангладеш, висота якої перевищує 1000 метрів. У лютому 2006 року на цій вершині Nature And Adventure Club Ginge Fullen зафіксував дані GPS на висоті 1064 метри.Координати, які він записав: 21°47′11″пн.ш., 92°36′36″сх.д. У 2011 році два трекінгові клуби провели вимірювання висоти гори та отримали різні показники: 1063 м та 10055 м. Це доводить, що Сака Хафонг перевищує висоту Тазінг Донг , яка раніше вважалась найвищою горою країни, але це не визнається ще владою.